# Torre América
La torre América es un edificio de estilo brutalista, situado en la avenida Venezuela de la urbanización Bello Monte, en Caracas, al borde del Distribuidor El Pulpo. Fue finalizado en 1978 con fines de uso comercial y residencial. Sus cofundadores fueron Carlos Gómez De Llarena y Moisés Benacerraf.
Originalmente, todas sus ventanas tenían un color amarillo intenso, lo que le valió el sobrenombre de «El Jojoto». Aunque con el tiempo este color se ha desvanecido en su mayor parte, el apodo se ha mantenido. La superficie estriada de la fachada no solo aporta una estética distintiva, sino que también proporciona protección solar y reduce las trazas de agua sobre el hormigón.

## Galería

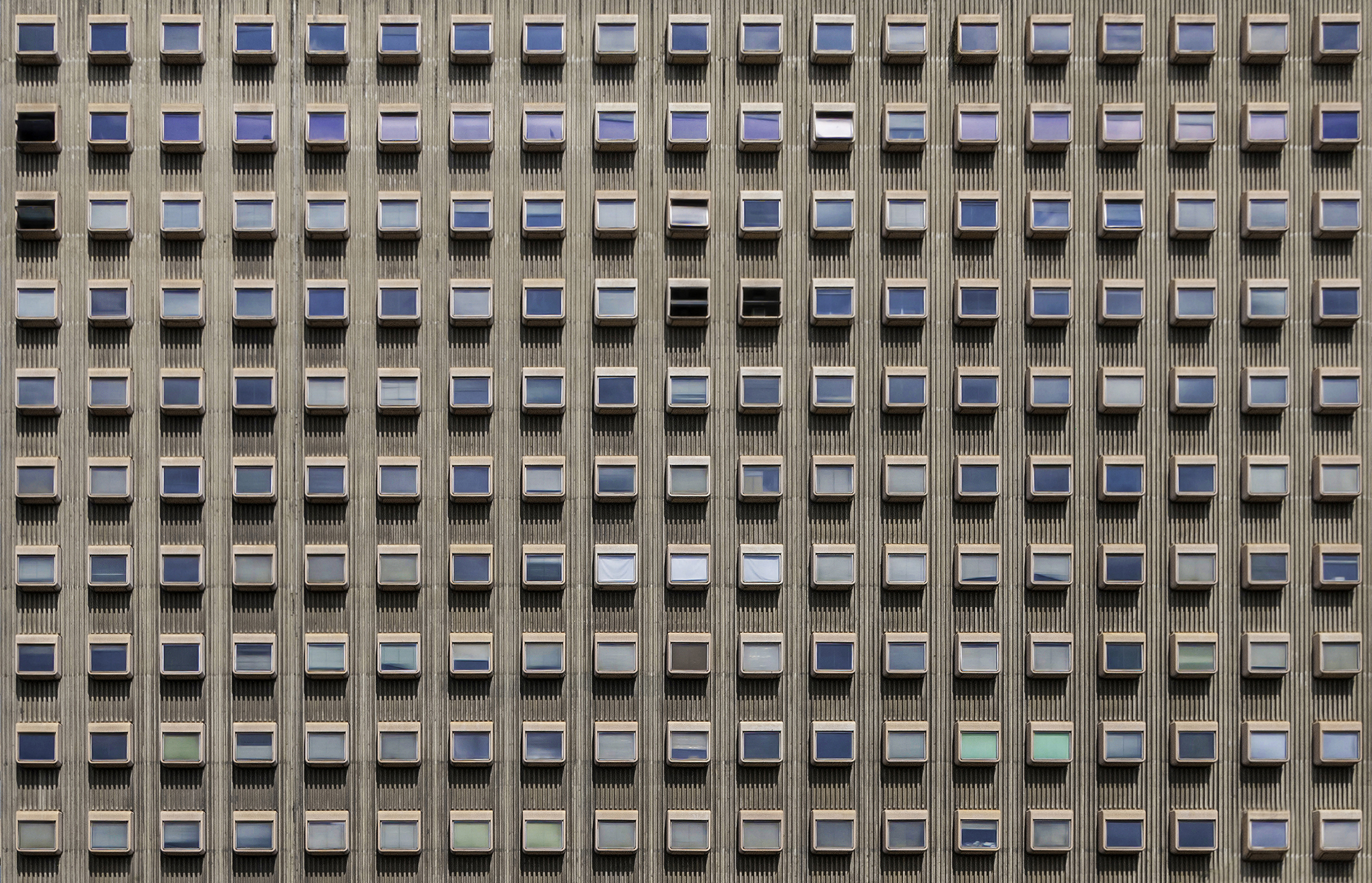
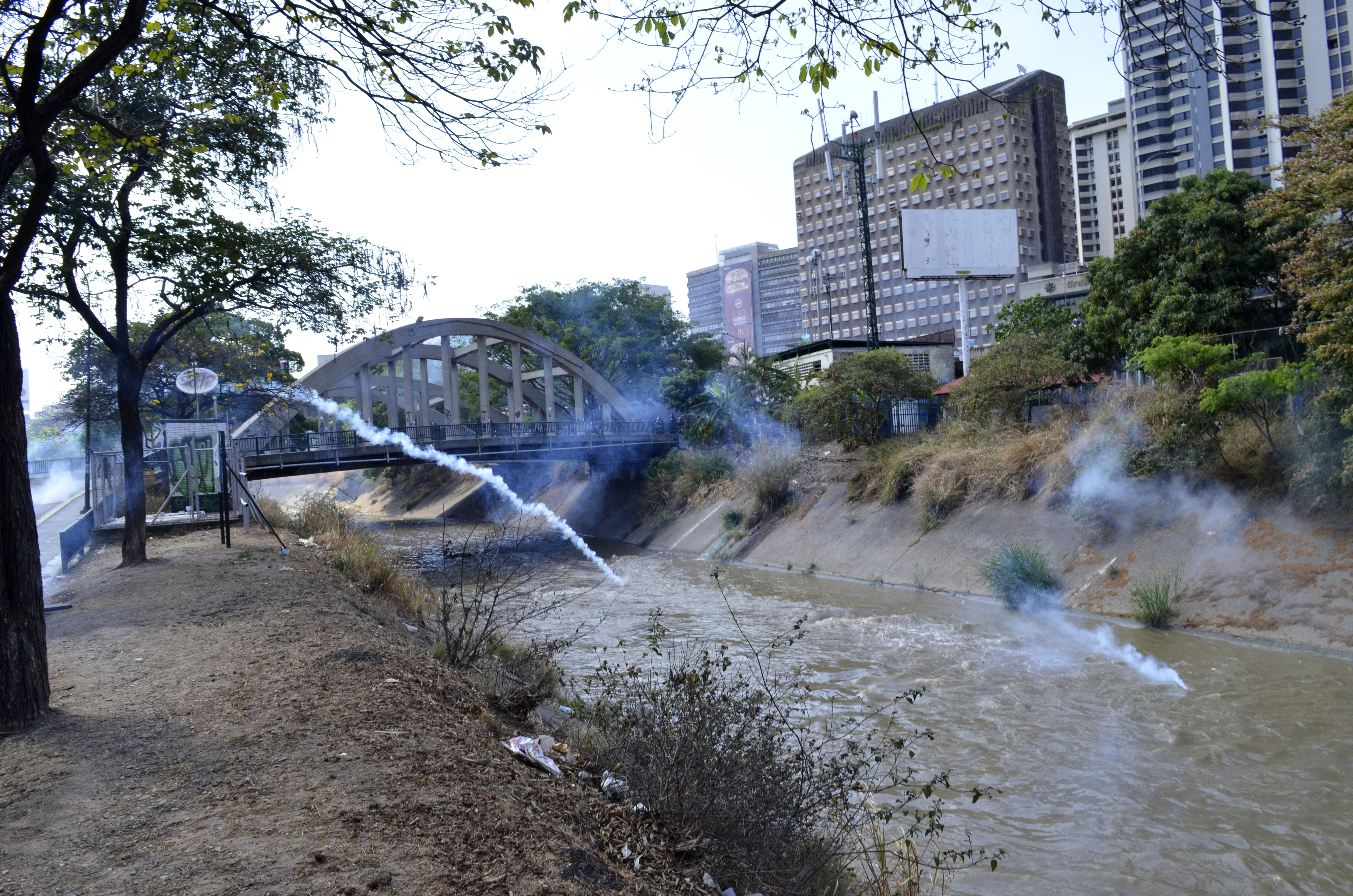
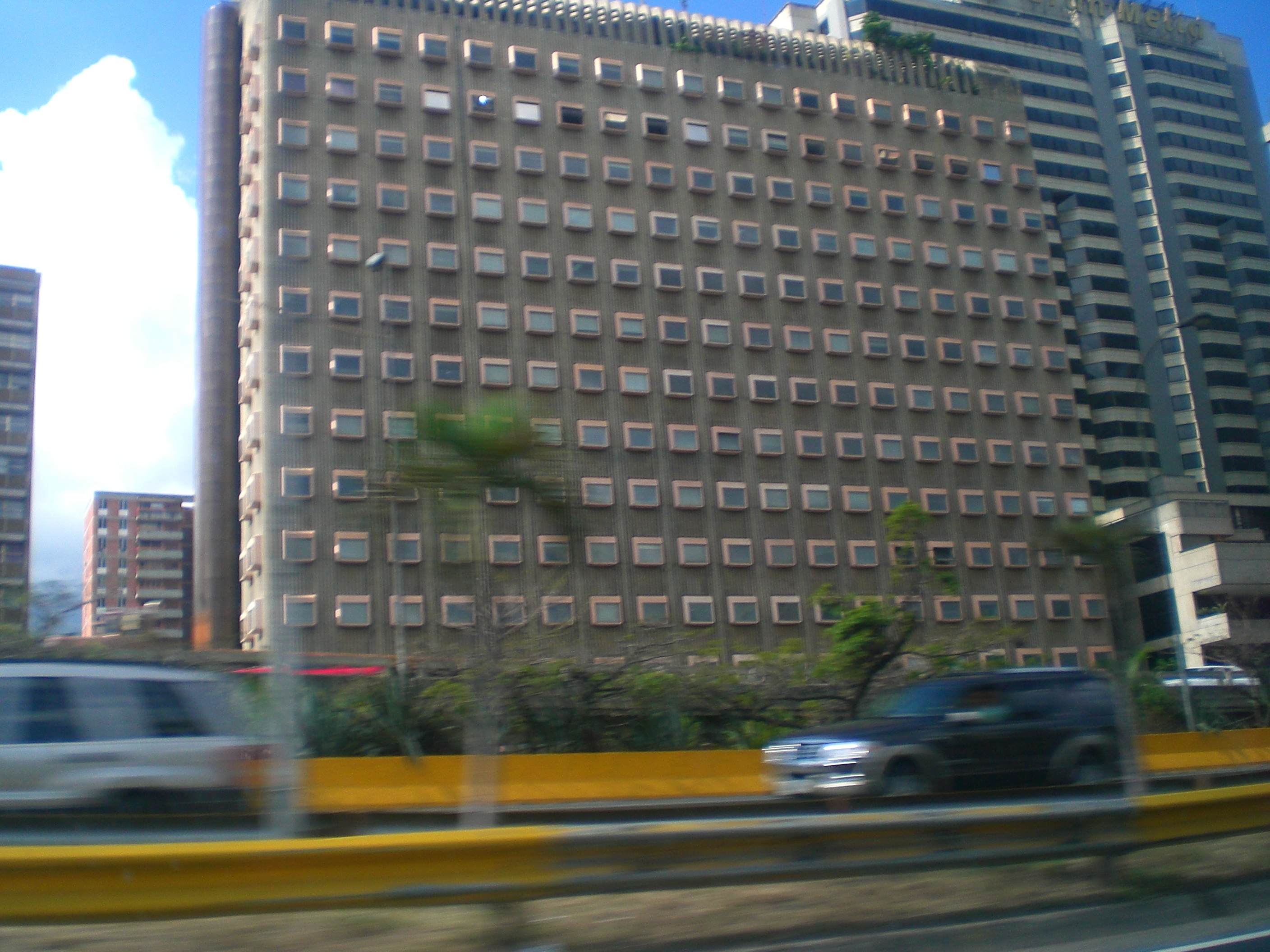
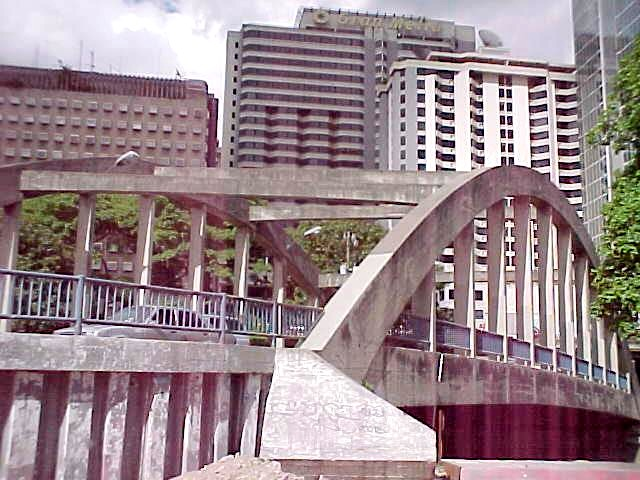